# Condylostylus squamifer
Condylostylus squamifer är en tvåvingeart som beskrevs av Becker 1922. Condylostylus squamifer ingår i släktet Condylostylus och familjen styltflugor. Inga underarter finns listade i Catalogue of Life.